# Pantofle łobeskie

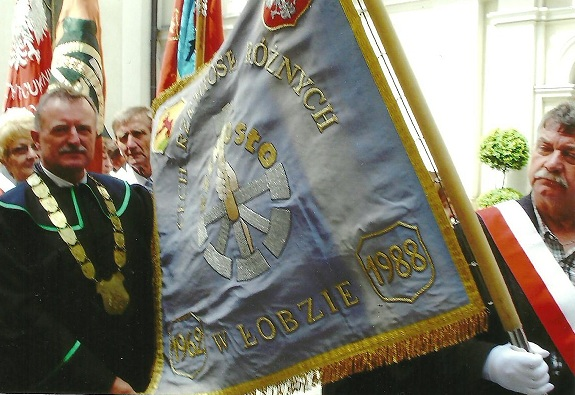
Starszyzna cechu na galowo i sztandar cechu w Łobzie

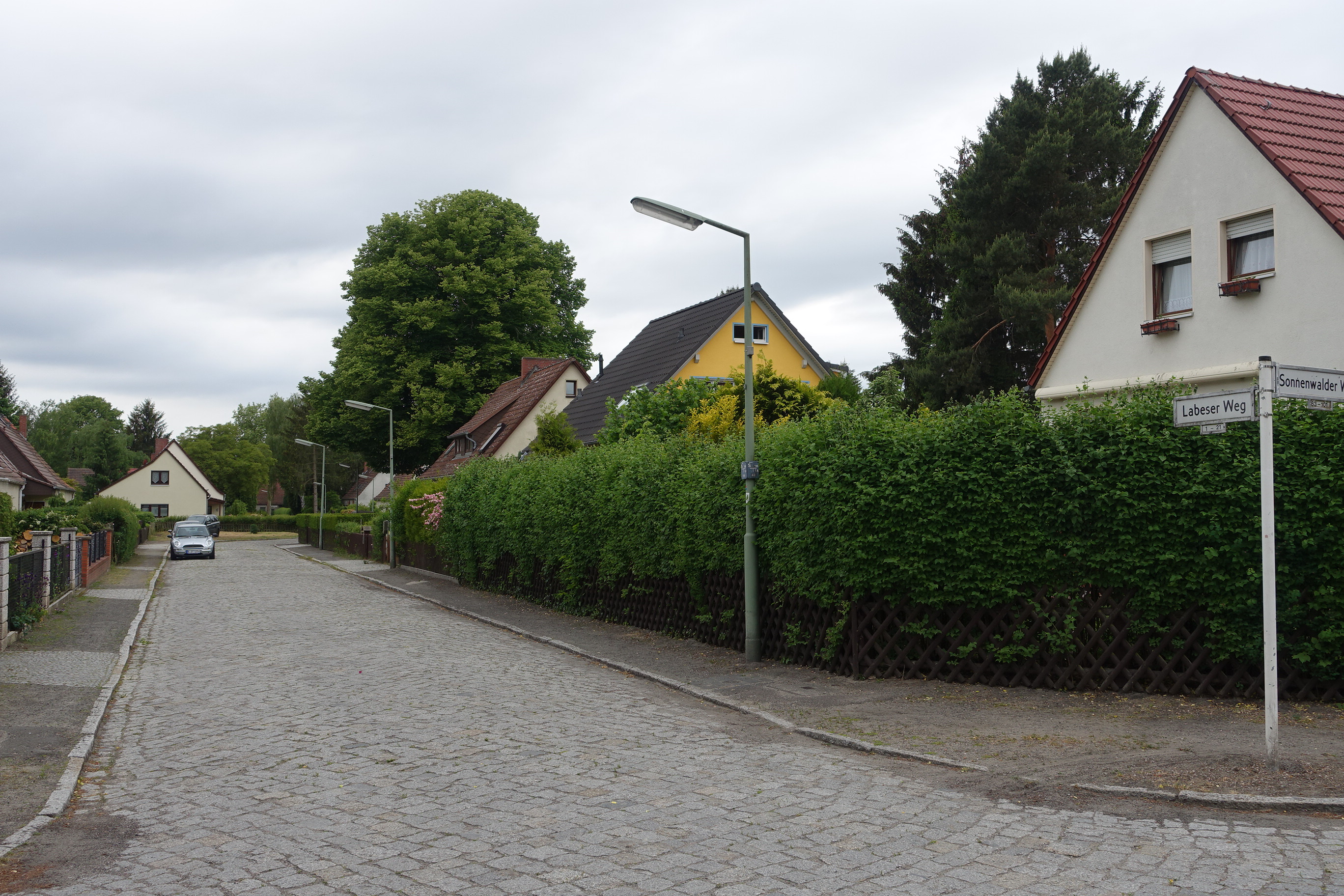
Ulica łobeska (Lobeser Weg) w Berlinie

Pantofle łobeskie – obuwie drewniano-skórzane, zwane Schlurren (wyglądem przypominały popularne w Polsce chodaki), które dały miastu Łobez (niem. Labes) w XVII w. znany na całym Pomorzu przydomek Schlurr Labs (lub Schlurr-Labs, dla mieszkańców Łobza Schlurr-Lobs (ulubiony)).
Łobez w roku 1680 liczył około 800 mieszkańców w tym 40 szewców, którzy zrzeszeni byli w cechu szewców, wyrabiali i rozprowadzali na Pomorzu swoje pantofle. Liczba szewców w Łobzie wraz z malejącym popytem na pantofle łobeskie i zapotrzebowaniem na inne typy obuwia (np. pantofle) i ich naprawy systematycznie zmieniała się:
- 1680 – 40 szewców w mieście.
- 1682 – 13 szewców.
- 1782 – 3 pantoflarzy (wytwarzają komfortowe kapcie) i 13 szewców.
- 1880 – 38 mistrzów szewskich.
- przed 1945 – E. Raabe miał wytwórnię obuwia drewnianego w Łobzie.
- 1945 – Józef Bartnik uruchomił pierwszy w Łobzie zakład szewski.
- 1953 – powstał łobeski cech rzemiosł różnych skupiający też szewców.
- 28 grudnia 1986 – rozpoczął działalność statutową Cech Rzemiosł Różnych i Przedsiębiorców w Łobzie.
- 10 października 2013 – (według Henryka Milczarkowskiego – Starszy Cechu) – cech liczy 36 członków.

Łobeski cech szewców miał swoje święto cechowe w poniedziałek po św. Janie (24 czerwca) organizując pochód przez miasto z herbem cechu (duży drewniany but) i skrzynią cechową. Obecnie herb cechu zastępują insygnia cechowe, a skrzynię cechową sztandar, gdzie toga stanowi strój galowy starszyzny cechu.
W Berlinie uhonorowano zasługi łobeskich szewców i ich pantofle nadając 25 sierpnia 1939 r. jednej z ulic nazwę Labeser Weg. Ulica ta istnieje do dzisiaj.